# 3685 Derdenye
3685 Derdenye eller 1981 EH14 är en asteroid i huvudbältet som upptäcktes den 1 mars 1981 av den amerikanska astronomen Schelte J. Bus vid Siding Spring-observatoriet. Den är uppkallad efter amatörastronomerna Derald och Denise Nye.
Asteroiden har en diameter på ungefär 10 kilometer.